# Megaselia subpyricornis
Megaselia subpyricornis är en tvåvingeart som beskrevs av Rudolf Beyer 1959. Megaselia subpyricornis ingår i släktet Megaselia och familjen puckelflugor. Inga underarter finns listade i Catalogue of Life.